# Tatsuya Onodera
Tatsuya Onodera (小野寺 達也 Onodera Tatsuya?, Kanagawa, 4 de agosto de 1987) es un exfutbolista japonés que jugaba como centrocampista.

## Trayectoria

### Clubes
| Club                         | País  | Año       |
| ---------------------------- | ----- | --------- |
| Tochigi S. C.                | Japón | 2010-2015 |
| V-Varen Nagasaki             | Japón | 2016-2017 |
| Giravanz Kitakyushu (cedido) | Japón | 2017      |
| Giravanz Kitakyushu          | Japón | 2018      |
| Tegevajaro Miyazaki          | Japón | 2019-2022 |